# Epsilon Crateris
Epsilon Crateris (14 Crateris) é uma estrela na direção da constelação de Crater. Possui uma ascensão reta de 11h 24m 36.61s e uma declinação de −10° 51′ 33.8″. Sua magnitude aparente é igual a 4.81. Considerando sua distância de 364 anos-luz em relação à Terra, sua magnitude absoluta é igual a −0.43. Pertence à classe espectral K5III.